# Erzbistum Lubango
Das römisch-katholische Erzbistum Lubango (lat.: Archidioecesis Lubangensis) umfasst die Provinz Huíla und noch weitere Regionen im Süden Angolas.

## Geschichte
Am 27. Juli 1955 wurde das Bistum Sá da Bandeira gegründet, welches vorerst Suffragan des Erzbistums Luanda war.
Am 3. Februar 1977 wurde das Bistum selbst zur Erzdiözese erhoben und erhielt den Namen Lubango.

## Bischöfe

### Bischöfe von Sá da Bandeira (1955–1977)
- Altino Ribeiro de Santana (27. Juli 1955–1972)
- Eurico Dias Nogueira (19. Februar 1972–3. Februar 1977)

### Erzbischöfe von Lubango (ab 1977)
- Alexandre do Nascimento (3. Februar 1977–16. Februar 1986)
- Manuel Franklin da Costa (12. September 1986–15. Januar 1997)
- Zacarias Kamwenho (15. Januar 1997–5. September 2009)
- Gabriel Mbilingi (5. September 2009–heute)